# Szerhij Viktorovics Krakovszkij
Szerhij Viktorovics Krakovszkij (ukránul: Сергій Вікторович Краковський; Mikolajiv, 1960. augusztus 11. –) ukrán labdarúgóedző, korábban szovjet labdarúgókapus.

## Pályafutása

### Klubcsapatban
Pályafutását a Dinamo Kijivben kezdte. 1980 és 1991 között 210 mérkőzésen keresztül a Dnyipro Dnyipropetrovszk kapuját védte. Többszörös szovjet bajnok, kupa- és szuperkupagyőztes.

### A válogatottban
Tagja volt az 1986-os világbajnokságon részt vevő szovjet válogatott keretének, de nem lépett pályára.

## Sikerei, díjai

### Játékosként
Dinamo Kijiv
- Szovjet bajnok (1): 1980
- Szovjet kupa (1): 1978

Dnyipro Dnyipropetrovszk
- Szovjet bajnok (2): 1983, 1988
- Szovjet kupa (1): 1988–89
- Szovjet szuperkupa (1): 1988

## Külső hivatkozások
- Szerhij Viktorovics Krakovszkij – a FIFA adatbázisában
- Szerhij Krakovszkij adatlapja a National-Football-Teams.com oldalon (angolul)

- Szerhij Krakovszkij. Footballdatabase.eu